# 恋のハレルヤ
「恋のハレルヤ」（こいのハレルヤ）は、1967年2月15日に発売された黛ジュンのデビュー・シングル。

## 解説
渡辺順子名義での活動を経て東芝音楽工業（現：ユニバーサル ミュージック ジャパン）に移籍し、黛ジュンと改名して発表した再デビュー曲。この曲のヒットにより黛は一躍スターダムにのし上がる。1968年時点での累計売上は120万枚。
1994年11月には、荻野目洋子がカヴァー・シングルとしてリリースした。
2017年のNHK連続テレビ小説『ひよっこ』にて、劇中歌として本曲が登場する場面が放映された。
シャンソンの訳詞家だったなかにし礼が初めて作詞作曲をした「涙と雨にぬれて」が不出来だったため、その反省から次の曲には自身の戦争体験を活かしたいという考えに至り、直接的な反戦の表現を織り込まずに制作された。
「ハレルヤ」のフレーズは、なかにしが少年時代に満洲からの避難民としてたどり着いた葫芦島の小高い丘からの景色（引き揚げ船、青い空と海）を見た時の感動をバビロン捕囚の捕囚民の気持ちになぞらえて表現したものである。それ以外の歌詞にも故郷満州に対する思慕の念や反戦の思いが込められているが、表向きは恋の歌に仕上げている。
曲の構成は1コーラス半である。

## 収録曲
- 両楽曲共に、作詞：なかにし礼、作曲：鈴木邦彦

1. 恋のハレルヤ（2分16秒）
編曲：中島安敏
2. つみな人（2分46秒）
編曲：鈴木邦彦

## 荻野目洋子によるカバー
「恋のハレルヤ」（こいのハレルヤ）は、荻野目洋子の33枚目のシングル。1994年11月23日にビクターエンタテインメントよりリリースされた。

### 解説
CD自体はc/wの「Sha-La-La」と合わせて両A面シングルの作りになっているが、「恋のハレルヤ」のみで紹介されることが多い。(公式ページではtrack2が全てc/wの表記で統一されているため、この形での記述とする)
「恋のハレルヤ」は1967年2月15日に黛ジュンが発表した曲のカバーである。このカバーバージョンの「恋のハレルヤ」はノエビア "コスメティック ルネッサンス"CMイメージソングとして使用された。荻野目洋子が生まれる以前の楽曲であるが、荻野目自身は「ヒット曲なので知っていたし、パンチがある曲で歌っていて違和感はなかった」とコメントしている。(25周年BOXブックレットにて)
「Sha-La-La」は明治生命 オリジナルビデオ『神様のい・う・と・お・り』主題歌。 荻野目自身が作詞している。
曲の構成は原曲とは違い、2コーラスである。

### 収録曲
1. 恋のハレルヤ
  - 作詞：なかにし礼 / 作曲：鈴木邦彦 / 編曲：奥居史生
2. Sha-La-La
  - 作詞：荻野目洋子 / 作曲：石川優子 / 編曲：Rod Antoon
3. 恋のハレルヤ (オリジナル・カラオケ)
4. Sha-La-La (オリジナル・カラオケ)